# Saint Pierre et Saint Paul (Le Greco)
Pour les articles homonymes, voir Saint Pierre et Saint Paul.
Saint Pierre et Saint Paul est un tableau peint par Le Greco aux environs de 1595 qui est conservé à Barcelone par le musée national d'Art de Catalogne. Il représente les apôtres saint Pierre et saint Paul et mesure 116 × 91,8 cm.

## Description
Le Greco a peint ce tableau intitulé Saint Pierre et Saint Paul entre 1590 et 1600, à Tolède (où il venu en 1677), revenant à ce thème qu'il avait illustré dans le tableau conservé aujourd'hui à Saint-Pétersbourg au musée de l'Ermitage. D'après le guide du musée national d’Art de Catalogne, ce tableau est « enrichi de l'utilisation moderne de la couleur, fruit des leçons reçues à Venise par l'artiste ». Il peint une sorte de halo autour des têtes des deux apôtres en mettant un bleu intense qui ouvre la perspective des nuages du fond. Les mains des deux saints apôtres, délicates et fines, se croisent sans se toucher pour signifier les voies différentes des deux saints dans l'unité. Celle-ci est concrétisée par leur fête unique qui est le 29 juin. Saint Pierre, plus âgé, se tient à gauche, reconnaissable à sa clef des Cieux dans la main gauche, la main droite dirigée vers Saint Paul et les doigts levés au Ciel. Saint Paul laisse tomber la sienne, allusion à son obéissance à Pierre. Il est vêtu d'une tunique verte et d'un manteau rouge, couleurs complémentaires et flamboyantes, suggérant le dynamisme de sa parole, symbolisée par son attribut traditionnel, l'épée, également symbole de son martyre.

## Musée national d'Art de Catalogne

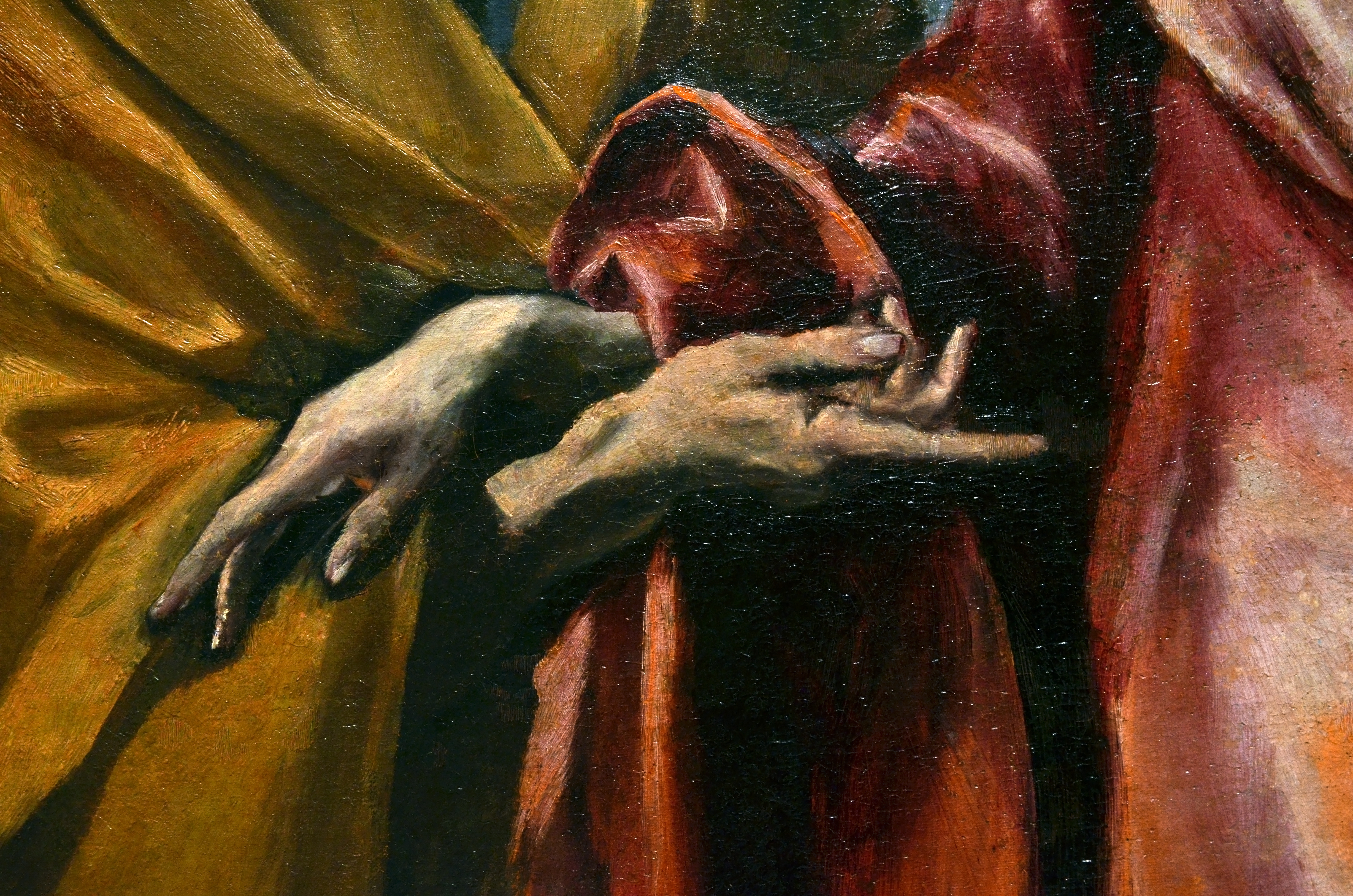
Détail des mains.

Le musée national d’Art de Catalogne a acquis ce tableau en 1932 de la riche collection de Lluis Plandiura, homme politique catalan. Cette collection était alors l'une des collections privées parmi les plus importantes d'Espagne avec plus de deux mille œuvres d'art, peintures, sculptures, et pièces archéologiques.

## Expositions
Ce tableau a été présenté au public à Paris à l'exposition Greco du Grand Palais du 16 octobre 2019 au 10 février 2020.